# Paysage industriel
Le paysage industriel est un paysage généralement situé souvent en dehors et à la limite de la campagne qui s'est majoritairement constitué à la révolution industrielle.
L'industrialisation se développe au XIXe siècle avec la mécanisation (textile, métallergie),puis de nouvelles sources d'énergie (charbon, électricité, pétrole) et de nouveaux secteurs industriels (chimie, automobile). 
La révolution des transports (Sentier de fer) permet la multiplications des échanges.
La révolution industrielle a fait évoluer nos sociétés de manière radicale. Les nouvelles techniques auxquelles elle a donné naissance ont fourni à la construction de nouveaux matériaux, des solutions techniques, un langage formel, qu'elle a utilisés dans la confections de vastes bâtiments, forges, ateliers, hauts fourneaux, cheminées, etc. L'exploitation des ressources naturelles du sous-sol (houille, minerais divers) a accouché de terrils, usines à gaz, cokeries et autres infrastructures dont on a dû partiellement se débarrasser des suites du tarissement des ressources et qui ont donné à certaines régions des noms à faire pâlir d'effroi, comme le « pays noir » (que l'on donne au Pays de Charleroi), ou la Black Country en Angleterre.

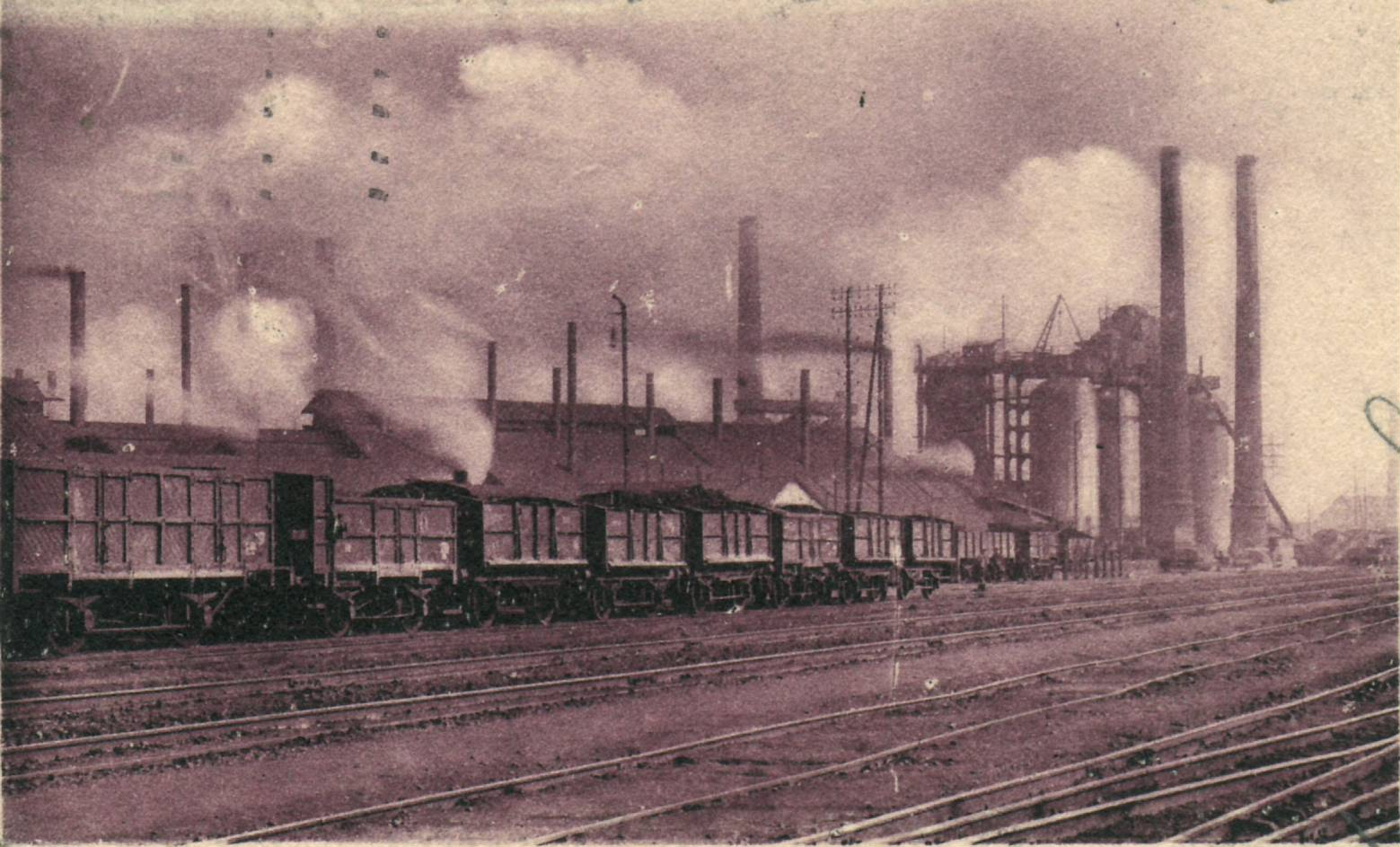
Paysage industriel des hauts fourneaux d'Anzin, avant la Première Guerre mondiale

Ces paysages ont marqué l’imaginaire collectif, et il en fut ainsi dès les premières heures, fin XVIIe siècle, début XIXe siècle, heure ou un grand « engouement » se manifeste à l'égard des nouveaux phénomènes: riches touristes, écrivains, artistes... et espions industriels parcourent l'Europe et visent les endroits où naît la société industrielle: Coalbrookdale et l'Ironbridge, Cromford et l'Etruria. De quelle manière ne seraient-ils pas étonnés : cette période accouche de monstres d'acier que sont les hauts fourneaux, de machines à vapeur hautes comme des maisons. Le romantisme, bientôt accompagné d'une révulsion contre l'industrie, qui profane la Nature, a probablement accentué le caractère dramatique des paysages industriels - surtout ceux qui étaient miniers et sidérurgiques, les effets de flammes et de fumées, les contrastes d'ombres et de lumières, si bien que les vues de l'industrie, d'une sauvage grandeur, évoquent souvent des scènes infernales. Quant aux voyageurs, certains se sont émerveillés par les grandes réalisations de « l'industrie » humaine, qu'ils voyaient en termes d'un triomphe héroïque de l'homme et de la raison sur le désordre de la nature. Des hommes nourris de culture classique recouraient presqu'inévitablement à des métaphores mythologiques pour tenter de décrire des paysages tout à fait nouveaux.

## En Angleterre

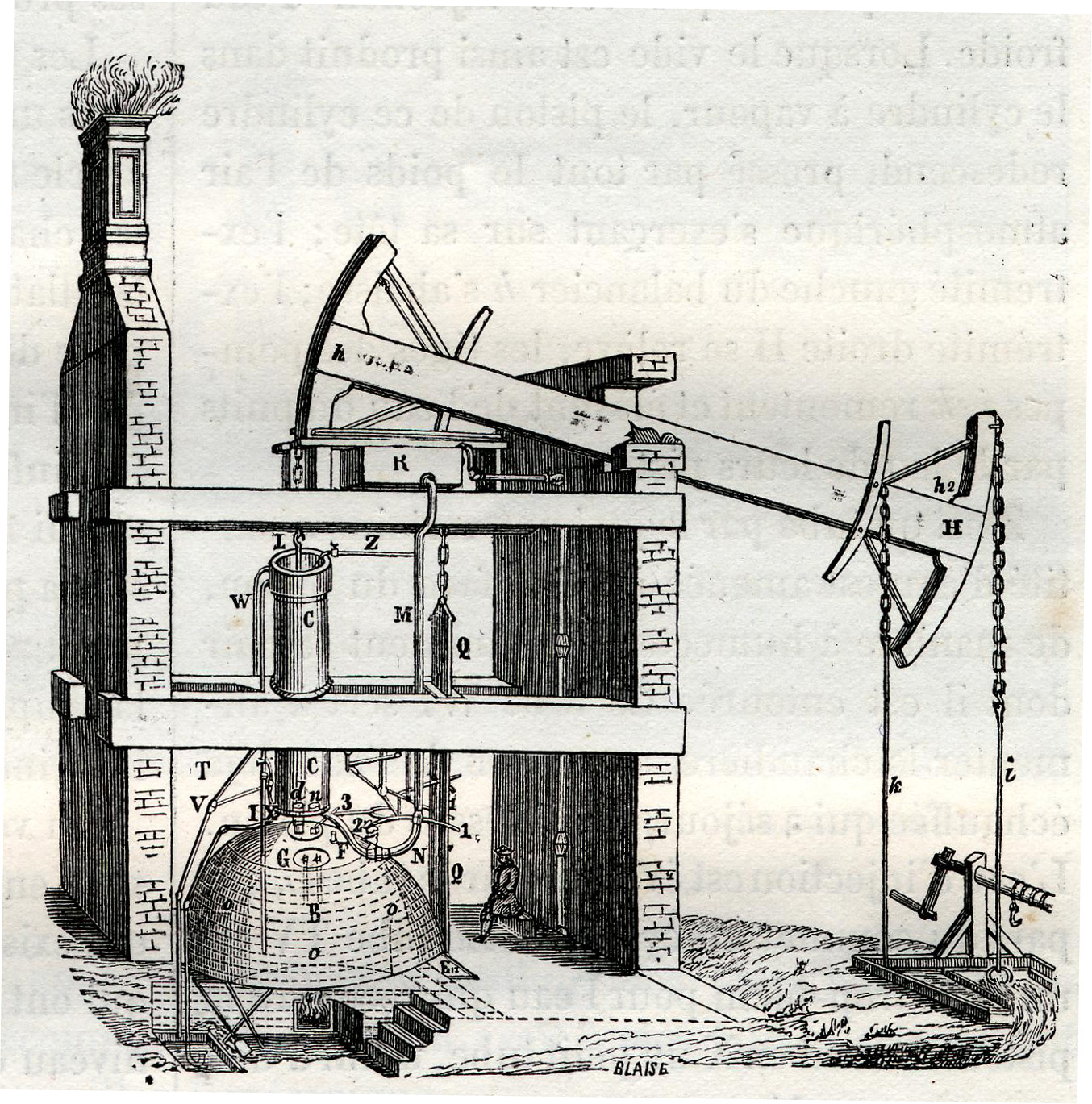
Machines de Newcomen

Le paysage industriel ancien ne peut être observé : le succès même d'une région industrielle entraîne le remplacement de son premier paysage par un autre. Le paysage industriel doit alors être reconstitué par l'archéologie industrielle, en s'appuyant sur les vestiges et documents subsistants : littérature, peinture , etc. Dans la première moitié du XVIIIe siècle - et même avant - il existe en Angleterre des paysages qui peuvent être dits industriels, proto-industriels, celui d'un habitat dispersé, mais dense, d'artisans, faisant aussi un peu d'agriculture. Mais on ne peut dire que l'activité industrielle domine le paysage. On en trouve plusieurs variantes, essentiellement minières ou textiles mais aussi métallurgiques.

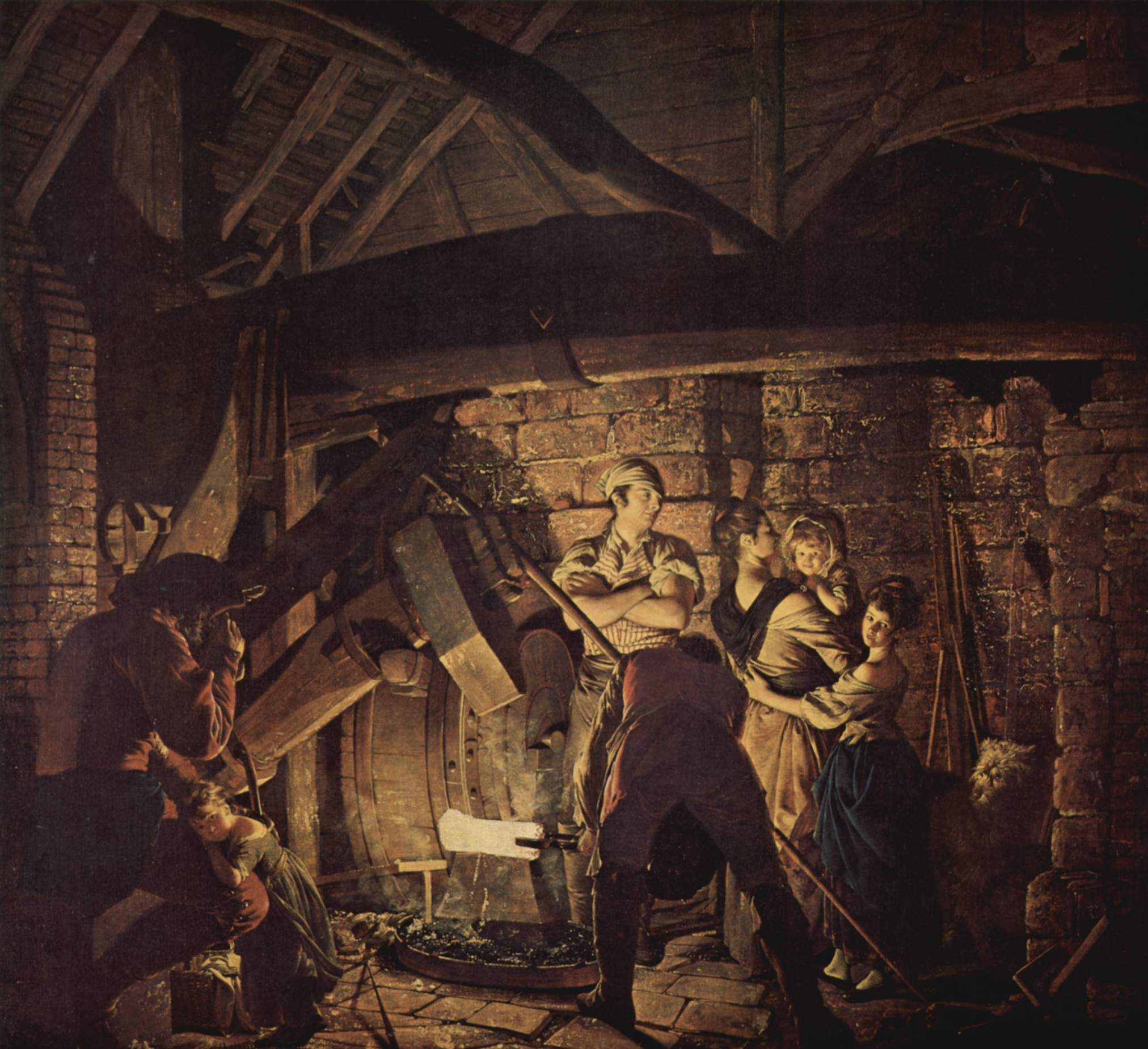
Joseph Wright of Derby, The Iron Forge. 1772

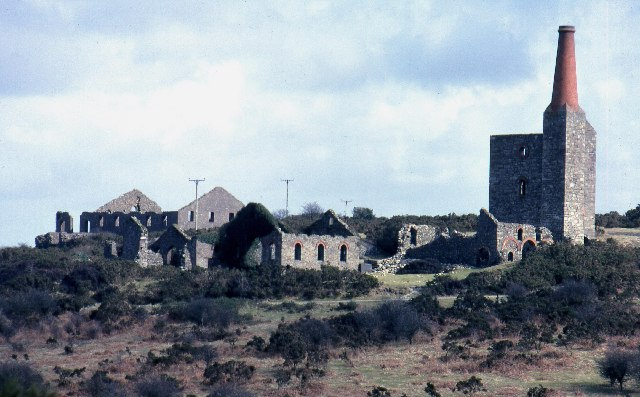
Phoenix United copper : bâtiments de mines de cuivre désaffectés près de Minions (Cornouailles). Engine house à droite

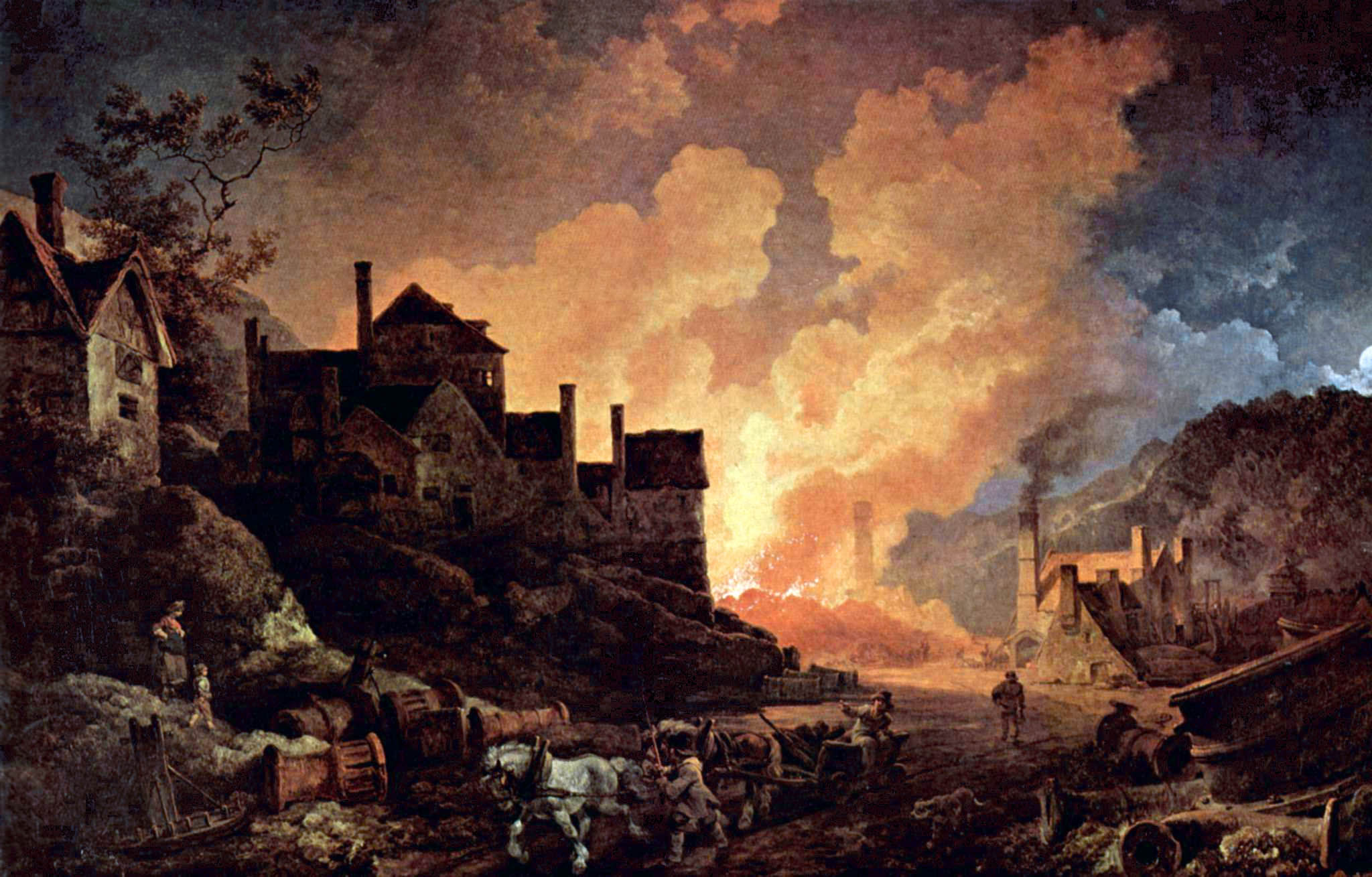
Coalbrookdale de nuit, par Philippe-Jacques de Loutherbourg, 1801.

La plupart des nombreux bassins houillers britanniques sont exploités depuis longtemps, le plus important étant celui du Nord-Est, qui ravitaille Londres en charbon par cabotage. C'est là où la transformation du paysage commence, par des installations de surface qui se remarquent, d'abord par les manèges de chevaux actionnant des treuils d'extraction et actionnés par des roues à eau à partir de 1780. En second lieu, tout un système de transports de chemins de roulement en bois se développe comportant des ouvrages d'art, les lignes aboutissaient à des jetées en bois (staithes), d'où la houille tombe dans la cale des navires. Ce réseau se développe au XVIIIe siècle et début du XIXe siècle, et les rails en fonte puis en fer se substituent au bois. Pour l'exhaure, ont utilise des norias entraînées par des manèges ou des roues à eau, et à partir de 1712 dans les Midlands, et 1715 dans le Nord-Est, par les machines de Thomas Newcomen, dont la chambre des machines (engine house), hautes de plus de 10 mètres, qui se multiplient domine littéralement le paysage des bassins et en devient un élément caractéristique. Visibles également les cheminées utilisées pour la ventilation de mines, les hameaux de mineurs autour des puits, les fours à chaux, verreries, avec leurs fours coniques, développés au XVIIe siècle, fours de potiers, salines, toutes industries voraces en énergies se retrouvent aussi dans ces bassins houillers.
Mise à part la métallurgie de transformation, notamment près de Sheffield et à l'Ouest de Birmingham, la production des métaux ne crée pas de concentrations aussi visibles : hauts-fourneaux et forges sont de petites dimensions, dans des lieux écartés, isolés les uns des autres : une distance d'au moins 8-10 kilomètres entre deux hauts-fourneaux est nécessaire afin d'en assurer l'approvisionnement en charbon de bois.
C'est milieu-fin XVIIIe siècle, qu'apparaissent les paysages industriels « classiques », avec des éléments inédits (ou presque), produits direct d'innovations dans la technologie et dans l'organisation du travail. La grande usine sidérurgique intégrée est rendue possible par l'usage du coke comme combustible et de la machine à vapeur comme source d'énergie, usage qui libère les usines à fer des contraintes traditionnelles du bois et de l'eau. La gorge de la Severn, berceau de la fonte au coke, a établi le modèle du paysage à la fois minier et sidérurgique, qui se répand notamment dans les hautes vallées désertes du Sud du pays de Galles. Le haut-fourneau, pyramide tronquée massive de maçonnerie est établi en général au pied d'une éminence, pour faciliter le chargement par une rampe ou un pont; mais en terrain plat, dans la Black Country, dispose d'appareils de levage, inclinés ou verticaux. Ouvert au sommet, le haut-fourneau est constamment couronné de flammes et de fumées et deux fois par jour, la coulée de fonte produit une lueur éblouissante. Les machines soufflantes des hauts-fourneaux, les martinets et laminoirs, longtemps actionnées par des roues à eau sont actionnées désormais par des machines à vapeur, d'où multiplication des engine houses; non loin de là, les forges, longs bâtiments assez bas, surplombés par les cheminées trapues des fours à puddler et par les engine houses; et divers bâtiments annexes : fonderie, entrepôts, ateliers de construction de machines, briqueteries, et à proximité, les logements des ouvriers. Excepté dans le Black Country, sauf la grande usine à fer très polluante par ses fumées, aux alentours, le paysage antérieur souvent boisé comme à Coalbrookdale, n'a pas encore changé.

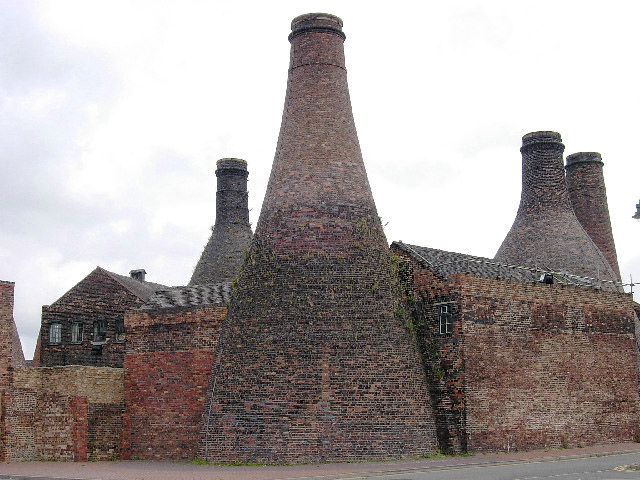
Musée de la poterie Gladstone, Stoke-on-Trent, Staffordshire. bottle-ovens

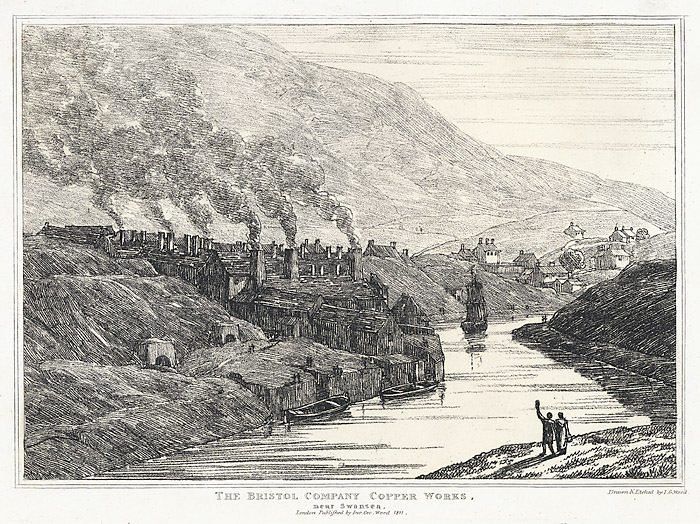
John George Wood. The Bristol company copper works, près de Swansea, 1811

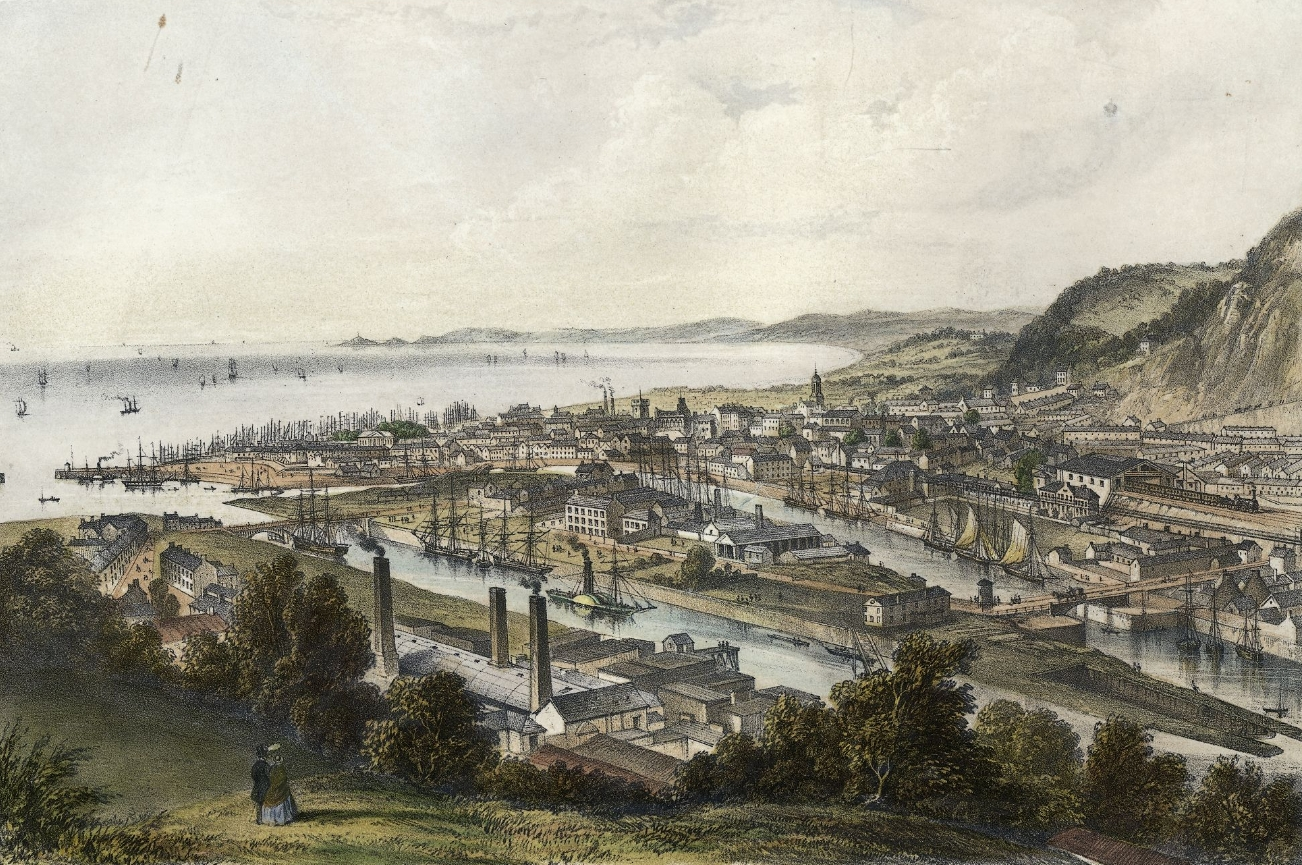
Swansea, vers 1850

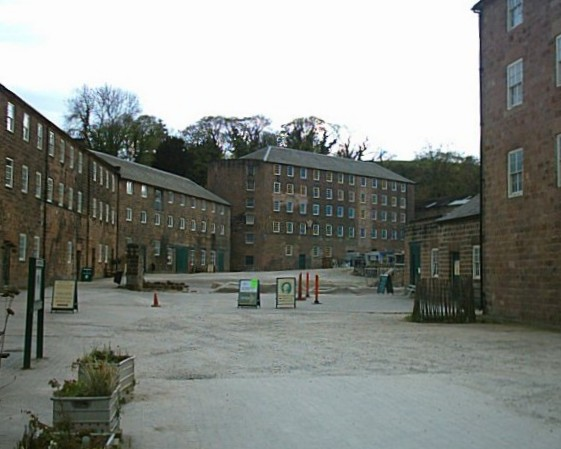
L'usine Arkwright à Cromford.

Après 1830, par suite du pullulement et de l'enchevêtrement d'entreprises - petites ou moyennes - de métallurgie primaire et secondaire, le paysage semi-rural de la Black Country se modifie fondamentalement. En 1836, l'atmosphère y est partout chargée de fumée, provenant des innombrables machines à vapeur, des hauts-fourneaux, cokeries, etc., un village interminable, composé de cottages et de maisons très ordinaires, qui ne sont pas disposés en rues continues, mais entremêlés avec des fours embrasés, des monceaux de charbons en feu que l'on cokéfie, des tas de minerais de fer que l'on calcine, des forges, des carreaux de mines et des cheminées de machines. À Stoke-on-Trent, les fours en forme de bouteille (bottle-ovens) se multiplient et on en comptera finalement des centaines. Les premiers « monuments industriels » forment un tissu assez léger, dont les mailles se plaquent sur le paysage préexistant sans le marquer d'empreintes agressives, la structure usinière qui se développe par la suite effectue un profond remodelage du paysage. Des paysages de « bassin », espace hybride, mi-campagnard, mi-urbain, où les noyaux villageois anciens ne sont pas transformés en villes, mais sont dénaturés, submergés par la prolifération d'un habitat qui s'égrène le long des routes et chemins de fer.
Un autre paysage est celui des mines et des fonderies de métaux non-ferreux, dont l'Angleterre était alors le premier producteur européen. Les fonderies - sauf celles de plomb en Derbyshire - sont pour la plupart distantes des mines et proches de la houille, car elles consomment plus de combustibles que de minerais. Leur trait commun est que leurs cheminées déversent des fumées contenant du gaz sulfureux et autres substances toxiques, qui détruisaient la végétation tout autour. D'où les paysages lunaires, d'une « terrifiante grandeur », spécialement dans la vallée de Swansea, qui devint un des lieux les plus pollués du monde. Le pays aussi loin qu'on peut voir est tout retourné, éventré, et un nombre immense de puits est creusé, pour le plomb, en Derbyshire, pour le cuivre et l'étain, en Devon et Cornouailles.
Les canaux sont un élément plus plaisant, très rare avant 1760, mais qui se développa rapidement ensuite et eut des effets sensibles sur le paysage.

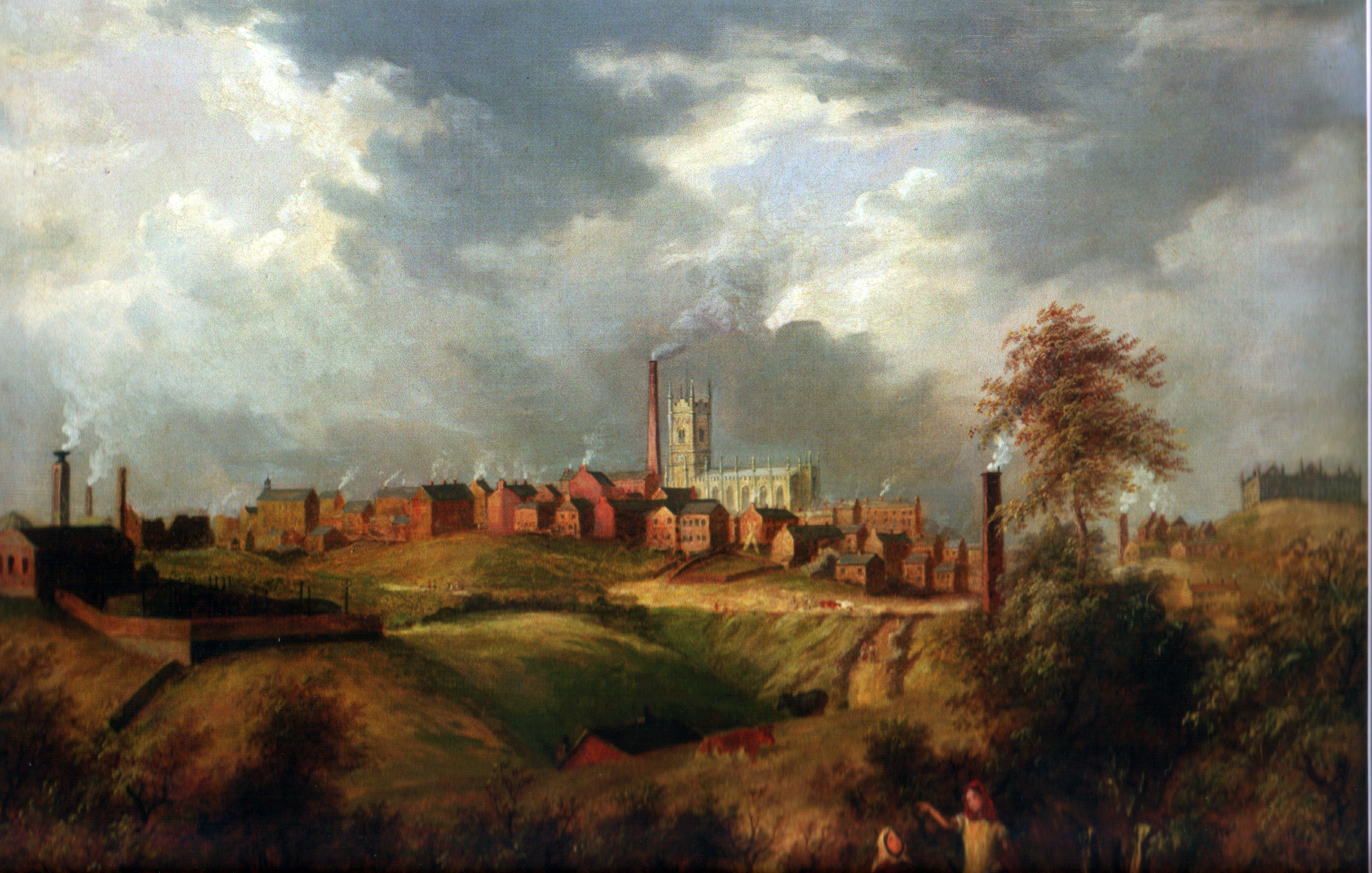
Oldham vu de, peint en 1831 par, dépeint la première ligne d'horizon et les activités industrielles d'Oldham. Depuis, tout l'espace vert a été urbanisé.

La première innovation capitale de la révolution industrielle est la filature de coton hydraulique (cotton mill), dont Richard Arkwright donna le modèle dans ses trois mills de Cromford, en Derbyshire, construits à partir de 1771, et qui ont été imités partout. De grands et hauts bâtiments rectangulaires et des rangées régulières de fenêtres, des bâtiments annexes, installations hydrauliques, et un village industriel, souvent construit de toutes pièces, pourvu d'église, école, boutique, auberge, etc. Toutefois les mills se fondent encore assez bien dans l'Angleterre verte, malgré les plaintes de quelques amoureux de la nature. La factorisation s'étend du coton à la laine, au lin, à la bonneterie, puis de la filature au tissage. Grâce à la vapeur, les mills ne sont plus enchaînés aux cours d'eau et donc dispersés ; au contraire, ils s'agglomèrent sur des sites où l'on peut recevoir à bas prix houille et matières premières (notamment par canal) et bénéficier d'économies externes. Les villes existantes - ou plutôt leurs périphéries - les attirent donc ; de plus, leur multiplication, leurs dimensions croissantes (de même que pour les usines sidérurgiques) font que les localités, où vit leur main d’œuvre, de villages deviennent villes, selon une croissance en général anarchique. Bradford a un mill en 1811, 67 en 1841; Leeds plus de 130 en 1838; Oldham passe de 12 mills en 1794 à 63 (tous à vapeur) en 1825, et 94 en 1841. Le premier « faubourg ouvrier », c'est-à-dire un quartier conçu délibérément pour loger des ouvriers, est bâti à Leeds dès 1787.
Ce qu'il y a de commun à ces paysages c'est la fumée, quasi permanente. La situation est grave au voisinage des fonderies de métaux non-ferreux, qui rejette dans l'atmosphère du gaz sulfureux (qui se transforme en acide sulfurique), et des usines de soude, qui émettent de l'acide chlorhydrique. L'établissement de soudières selon le procédé Leblanc à St Helens (Merseyside) en 1828 fait que bientôt une épaisse fumée acide s'abat sur la campagne, tuant arbres et haies. L'Alkali Act de 1863, première loi environnementale britannique en est la conséquence.
Les terrils des mines et autres crassiers de scories; mâchefers, laitiers, qui prennent des allures de montagnes sont un élément essentiel du paysage. Leur lavage par les pluies contribue à la pollution des rivières, de pair avec l'utilisation de leurs eaux par les usines.
« La pollution, qui transforma en « pays noirs » une partie de la Grande-Bretagne, contribua, avec la prise de conscience d'« horreurs », comme le travail des jeunes enfants, à transformer, pour beaucoup d'Anglais, la vision de l'industrie: ils passèrent de l'admiration pour des réalisations héroïques, qui apportaient la rationalité dans un milieu sauvage, à la répulsion pour une activité qui détruisait l'ordre naturel, dans le paysage, comme dans les relations sociales. L'image dominante de l'industrie fut marquée par la fumée, la crasse et la misère».

## En Belgique
À Liège, l'usine sidérurgique que John Cockerill forme à partir de 1820 est l'un des ensembles industriels les plus vastes et modernes au monde, et modifie durablement le paysage industriel du Pays de Liège. Il s'articule autour de la production de houille, de l'exploitation des mines, de la fonderie, de la fabrique de fer et de la construction de machines dans ses ateliers de construction.

## En Allemagne

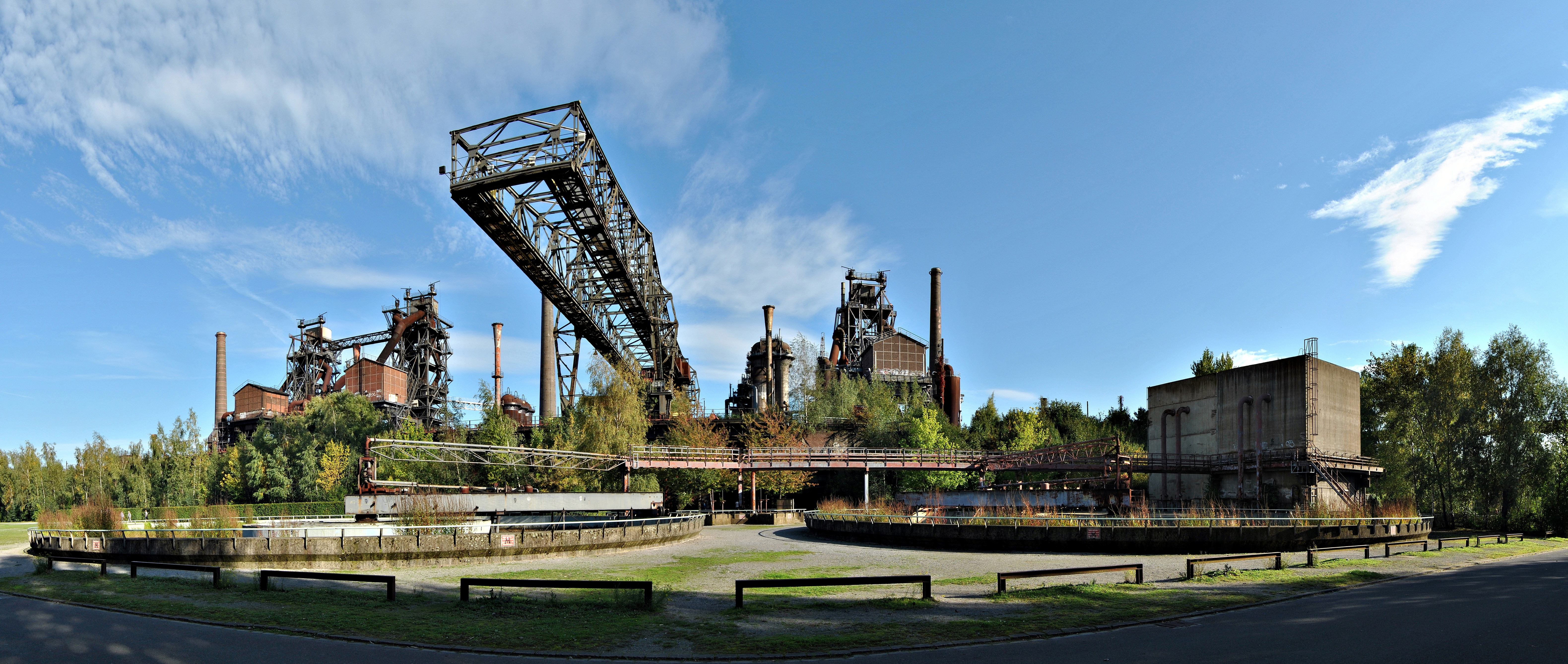
de:Landschaftspark Duisburg-Nord

## Valeur patrimoniale
Les années 1950 sont synonymes de rénovation technologique et de reconstruction. Consécutivement au Plan Marshall, à la création de la CON, et l'optimisme économique qui s'ensuivra dans les « Golden sixties », les vieilles industries paraissent tout à coup dépassées. Le CIAM, par les cinq points de la Charte d'Athènes (pilotis, toit-terrasse, plan libre, fenêtres en longueur, façade libre) ouvre la porte à une architecture galvaudée, facilement reproductible, débarrassée des références du passé, les tours symbole d'une société post-industrielle qui jalonnent désormais nos villes. À Bruxelles, la maison du peuple de Victor Horta est sacrifiée au nom de cette nouvelle religion. D'autres vestiges du passé suivront.
À partir des années 1960, le chemin se fait dans les consciences de la valeur de ces reliques. L'Angleterre, « the first industrial nation », choquée par la destruction de la gare d'Euston initie le mouvement. Des organismes sont mis en place qui assurent la pérennité de ces ouvrages. La notion de patrimoine industriel fait son chemin.